# Ноденс (кельтская мифология)
Ноденс — кельтский бог медицины, которому поклонялись в Доисторической Британии. Хотя его изображения не сохранилось, вотивные таблички, найденные в святилище в Лидни-Парке, указывают на его связь с собаками — животными, которые в древности ассоциировались с символами исцеления. Также божество известно еще из находки в Кокерсанд Мосс. В большинстве надписей он приравнивается к римскому богу Марсу (в качестве целителя, а не воина) и ассоциируется на табличке с проклятием с Сильваном (бог-охотник). Его имя созвучно с именами более поздних кельтских мифологических фигур, таких как ирландский Нуаду и валлийский Нудд.
Филолог и писатель Дж. Р. Р. Толкин был приглашен для исследования обнаруженной латинской надписи, и учёные отметили несколько вероятных влияний на его произведения о Средиземье, в том числе в фигуре эльфийского кузнеца, изготовителя Колец Власти, Келебримбора, чьё имя, как и эпитет Нуады Airgetlám, означает «Серебряная рука». Ноденс фигурирует и в «Мифологии Ктулху» Говарда Лавкрафта.

## Название и происхождение
Теоним Nodens или Nodons реконструируется из засвидетельствованного дательного единственного числа Nodenti или Nodonti, которое происходит от протокельтской основы Nowdont-. Оно является когнатом среднеирландского Nuadu и средневаллийского Nudd (которое превратилось в Lludd, очевидно, в результате аллитеративной ассимиляции). Ирландские генитивы nodot и núada(i)t (возможно, «кисть, запястье или рука») также кажутся родственными. Это позволяет предположить, что Nōdonti было первоначальной формой, поскольку демонстрирует задний вокализм кельтского суффикса -ont-. Развитие от -ō- к -ū- в бриттских языках относится к концу III в. н. э. К однокоренным можно добавить и древнебретонское имя Nodent (современный Nuz), хотя вокализм вызывает фонологические трудности.
Происхождение имени остаётся неясным, учёный Джон Кэри отмечает, что «во всяком случае, можно с уверенностью сказать, что ни одна из предложенных до сих пор этимологий не может быть принята с полной уверенностью». Валлийское существительное nudd означает «туман, дымка», а к именам Lludd и Nuadu прилагается эпитет «из серебряной руки», что может привести к предположительному протокельтскому корню *snowdo- («туман, дымка»), от протоиндоевропейского *snewdh- («туман, облако»; ср. лат. nūbēs «облака»), возможно, также отражённое в ирландском snuad («вид, цвет»). Однако звуковой сдвиг sn- > n-, похоже, не засвидетельствован в других местах галльского языка (хотя известно -sn- > -n-) и его трудно обосновать в прото-бриттонском (звуковой сдвиг должен был произойти позже, чем появились надписи).
Сын Нудда Гвин (правитель валлийского потустороннего мира), имя которого означает «белый», является точным аналогом ирландского имени Финн, который описывается как правнук Нуаду мак Ачи (Финн Маккул) или Нуаду Нехт (Финн Файль). Хотя происхождение этой ассоциации трудно объяснить, Кери пишет, что Нодонс может рассматриваться «как бог многогранного, но последовательного характера: сияющий королевский воин, председательствующий над хаосом в природе, обществе и потустороннем мире (вода, война, дьяволы Аннуна)». С этой точки зрения среднеирландское núada, núadu («герой, король») можно интерпретировать как эвемеризованное имя кельтского божества, с семантическим сдвигом, сравнимым с тем, который предполагается для протогерманского *balþaz > *Balðraz («белый, сияющий» > «сильный, храбрый, смелый» > «герой, принц»; ср. древненорвежское Baldr «храбрый, непокорный, повелитель, князь» и древнеанглийское Bældæg «сияющий день»).
По мнению Артура Бернарда Кука, топоним «Lydney» происходит от древнеанглийского *Lydan-eġ, «Lludd’s Island», что может связывать его с Nodens. Однако в других источниках предлагаются альтернативные этимологии имени Lydney.

## Надписи

### Комплекс Лидни-парка

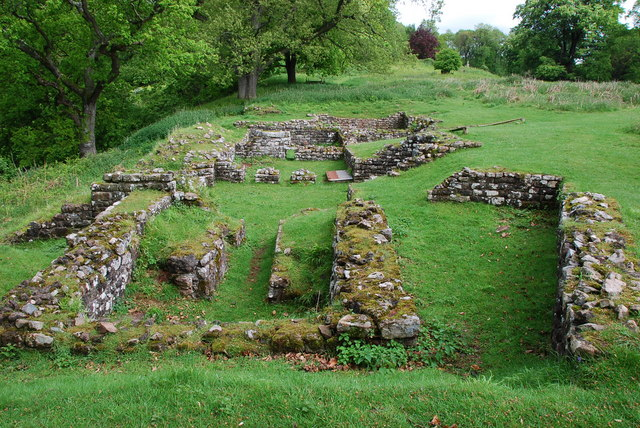
Остатки римской бани в храмовом комплексе Лидни-парка

Храмовый комплекс в Лидни-Парке, расположенный на крутом обрыве с видом на эстуарий Северна, имеет прямоугольную форму размером 72 × 54 м с центральной целлой размером 29 × 49,5 м, северо-западный конец которой разделён на три камеры глубиной 6,3 м. Это внушительное романо-кельтское храмовое сооружение было интерпретировано как инкубаторий или общежитие для больных паломников, где они могли спать и видеть во сне божественное присутствие. Возможно, это место было выбрано потому, что с него открывался хороший вид на реку Северн вблизи места, где начинается Северн-Бор. Возможно, имеет значение и его расположение на территории более раннего городища железного века.
Первые раскопки в храмовом комплексе были проведены Чарльзом Батерстом в 1805 г., а затем повторно — в 1928—1929 гг. сэром Мортимером Уилером и Тессой Уилер, которые составили обширный отчёт о находках на месте строительства. Хотя антропоморфное изображение божества не было обнаружено, на месте строительства было найдено несколько фигурок собак, предположительно поднесенных паломниками в качестве подношений в святилище в связи с лечебной символикой, связанной с собаками. Поскольку одна из этих фигурок имеет человеческое лицо, не исключено, что и само божество могло восприниматься в виде животного. Бронзовая рука с ногтями в форме ложки, характерными для человека, страдающего от дефицита железа, является ещё одним подтверждением целительных свойств Ноденса. Среди находок на городище — бронзовые рельефы с изображением морского божества, рыбаков и тритонов, бронзовая бляшка с изображением женщины, около 320 булавок, почти 300 браслетов и более 8 тыс. монет. Здесь же находились клейма окулистов, которыми маркировались палочки с глазной мазью, как в галло-римских лечебных святилищах в древности. Божество также ассоциировалось с водными и солнечными образами, как и в других лечебных святилищах римской Галлии.
Было найдено несколько надписей, посвященных Ноденсу, одна из них — на свинцовой табличке с проклятием:
Devo Nodenti Silvianus anilum perdedit demediam partem donavit Nodenti inter quibus nomen Seniciani nollis petmittas sanitatem donec perfera(t) usque templum [No]dentis
В переводе:
 К богу Ноденсу: Сильван потерял свое кольцо и отдал половину (его стоимости) Ноденсу. Среди тех, кого называют Сеницианус, не дают здоровья, пока он не принесет его в храм Ноденса.

(Это проклятие) снова вступает в силу
В других надписях Ноденс в различных написаниях отождествляется с римским богом Марсом:
D(eo) M(arti) Nodonti Flavius Blandinus armatura v(otum) s(olvit) l(ibens) m(erito)
В переводе:
Богу Марсу Нодонсу Флавий Бландин, оружейник, с радостью и по заслугам выполнил свой обет

## Мифологические параллели
Нуада Эйргетлам — первый король Туата Де Дананн, который был лишен права быть королем после того, как потерял в бою руку (или кисть), но восстановил её, получив от лекаря Диана Кехта и волшебницы Крейдны рабочую серебряную (получив эпитет Airgetlám, «серебряная рука»), а затем и плоть и кровь от сына Диан Кехта Миаха.
Легендарный валлийский герой Нудд фигурирует в Триадах острова Британия как один из трёх самых щедрых людей Уэльса, наряду с двумя своими двоюродными братьями — Риддерхом Щедрым и Мордафом Хаэлем. Два его сына известны как Эдерн ап Нудд и Гвин ап Нудд. Нудд может также называться Ллуддом и, по-видимому, связан с другими фигурами того же имени, например, с сыном Бели Мавра в книге Cyfranc Lludd a Llefelys.

## Литературное влияние

### Дж. Р. Р. Толкин
Дж. Р. Р. Толкин, приглашённый для изучения латинской надписи в Лидни-парке, проследил связь Ноденса с ирландским героем Нуаду Аргетламом, «Нуаду Среброруким». Исследователь творчества Толкина Том Шиппи считает это «ключевым» влиянием на создание Толкином Средиземья, соединив в нём бога-героя, кольцо, гномов и серебряную руку. Мэтью Лайонс отмечает «хоббитоподобный вид шахтных отверстий [Холма гномов]», а также то, что Толкин, по словам куратора Лидни-парка Сильвии Джонс, во время своего пребывания здесь чрезвычайно интересовался фольклором этого холма. Хелен Армстронг отметила, что это место, возможно, вдохновило Толкина на создание «Келебримбора и падших царств Мории и Эрегиона». Имя эльфийского кузнеца Келебримбора из Эрегиона, который выковал Кольца Власти в «Сильмариллионе», означает «Серебряная рука» на придуманном Толкином эльфийском языке синдарин. «Гномий холм» с его многочисленными шахтами подтолкнул Толкина на создание Одинокой горы в «Хоббите» и Копей Мории во «Властелине колец».

### Лавкрафт
Ноденс появляется как божество в «Мифологии Ктулху» Г. П. Лавкрафта. Его внешний вид и действия были основаны на смешении кельтской мифологии, римской мифологии и появлении божества в романе Артура Мэкена «Великий бог Пан». Впервые Ноденс появляется в повести Лавкрафта 1926 г. «Сомнамбулический поиск неведомого Кадата», где он является «архаичным» богом, которому служат ночные призраки. Он изображен как несколько благожелательный и противостоящий страшному Ньярлатхотепу. Ноденс вновь появляется в рассказе Лавкрафта «Загадочный дом на туманном утёсе», также написанном в 1926 году. Когда главный герой, Томас Олни, входит в одноимённый дом, он видит «первобытного Ноденса, повелителя Великой Бездны», сидящего в большой раковине, которую несут дельфины.

### Паолини
В романе Кристофера Паолини «Эрагон» «Аргетлам» (дословно: «серебряная рука») — это другое название gedwëy ignasia (дословно: «сияющая ладонь» на вымышленном «Древнем языке», созданном Паолини для его цикла книг. Оно является производным от ирландского слова Airgetlam.